# City of Mercy
City of Mercy is de elfde aflevering van het dertiende seizoen van de televisieserie ER, die voor het eerst werd uitgezonden op 7 december 2006.

## Verhaal
Het is kerstavond op de SEH en dr. Kovac en dr. Lockhart zijn verkleed als Rudolph en elf, zij bezoeken de kinderafdeling om daar cadeaus uit te delen. Ondertussen wordt dr. Kovac gedwongen om de waarheid te vertellen aan dr. Lockhart over de bedreigingen van Curtis Ames, dit zorgt voor wrijving tussen hen.
Dr. Morris speelt voor kerstman en leert de waarden van kerstmis als hij een bijzonder meisje ontmoet.
Dr. Gates en dr. Barnett ontmoeten Teller, een jonge dakloze patiënt van dr. Gates, en Teller smeekt hen om mee te gaan naar een vriendin van hem die ziek is. Zij stemmen toe en Teller neemt hen mee naar een afgelegen verlaten plek waar hij met een groep kinderen op straat leeft. De patiënte blijkt zwanger te zijn met complicaties, dr. Gates besluit om haar mee te nemen naar de SEH. Teller wordt woest als hij ontdekt dat dr. Gates achter zijn rug om de kinderbescherming heeft ingeschakeld.
Taggart en Parker zijn boos als blijkt dat een dakloze patiënte op straat is gezet door een ander ziekenhuis. Zij ondernemen actie en zorgen ervoor dat dit ziekenhuis haar naar haar familie brengt.
Het ziekenhuis wil een uniek niertransplantatiesysteem opzetten, en dr. Rasgotra wordt tot haar blije verrassing hierin gevraagd deel te nemen.

## Rolverdeling

### Hoofdrollen
- Goran Višnjić - Dr. Luka Kovac
- Maura Tierney - Dr. Abby Lockhart
- Mekhi Phifer - Dr. Gregory Pratt
- Parminder Nagra - Dr. Neela Rasgrota
- Shane West - Dr. Ray Barnett
- John Stamos - Dr. Tony Gates
- Scott Grimes - Dr. Archie Morris
- Leland Orser - Dr. Lucien Dubenko
- J.P. Manoux - Dr. Dustin Crenshaw
- Linda Cardellini - verpleegster Samantha Taggart
- Dinah Lenney - verpleegster Shirley
- Emily Wagner - ambulancemedewerker Doris Pickman
- Kip Pardue - Ben Parker
- Busy Philipps - Hope Bobeck
- Malaya Rivera Drew - Katey Alvaro

### Gastrollen (selectie)
- David Aaron Baker - Rufus Taylor
- Scott Lawrence - medewerker kinderbescherming
- Christopher Amitrano - politieagent Hollis
- J.J. Boone - Lenore Simkins
- Masam Holden - Teller
- Danielle Larracuente - Lizzie
- Aasif Mandvi - Manish
- Brian McGovern - Rob
- Ann Ryerson - Hillary Lerner